# Corcelles (Berna)
Corcelles es una comuna suiza del cantón de Berna, situada en el distrito administrativo del Jura bernés. Limita al norte con la comuna de Val Terbi (JU), al este con Seehof, al sureste con Gänsbrunnen (SO), y al suroeste y oeste con Crémines.
Hasta el 31 de diciembre de 2009 situada en el distrito de Moutier.

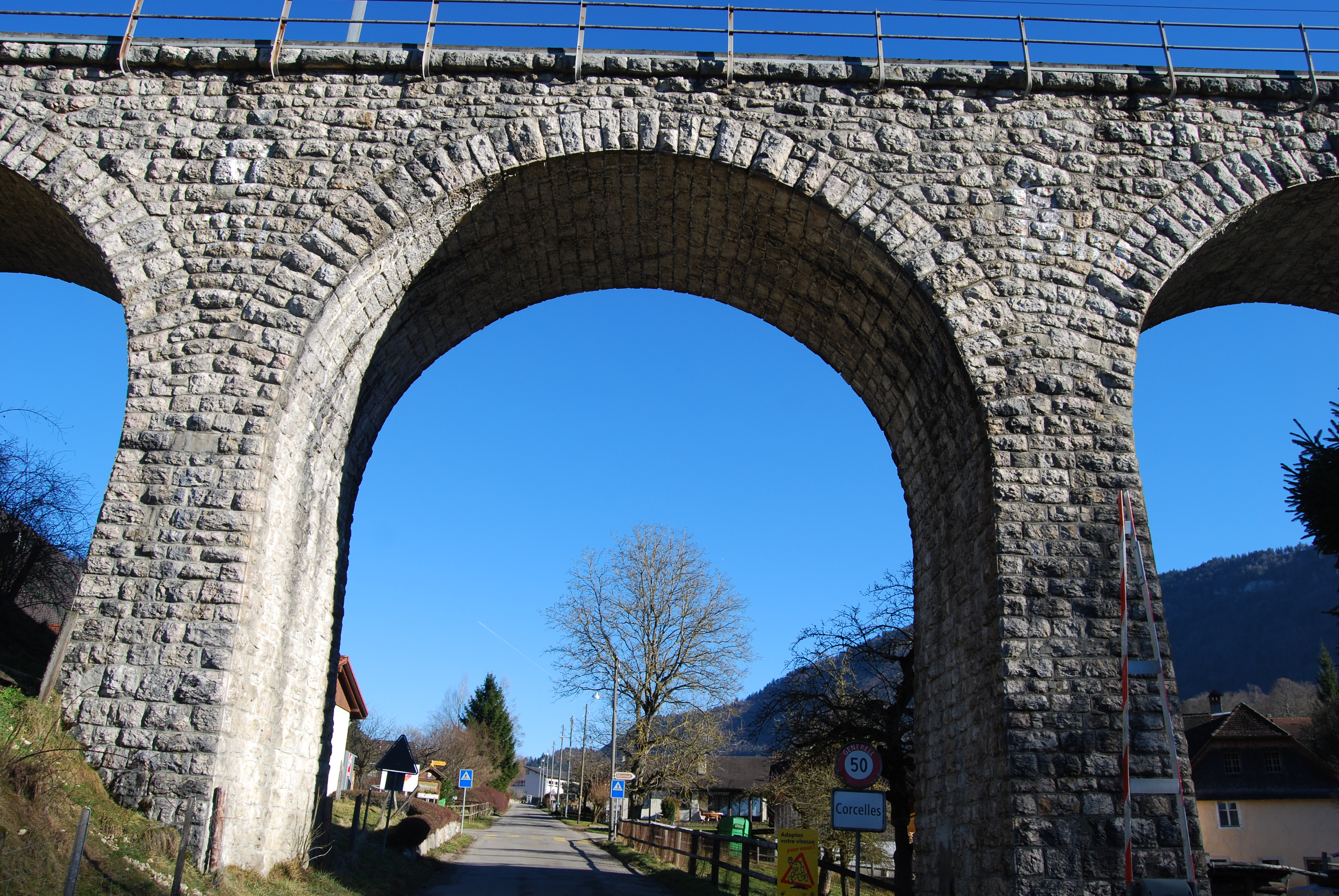
Corcelles